# Brontë (cratère)
Pour les articles homonymes, voir Brontë.
Brontë est un cratère d'impact présent sur la surface de Mercure. 
Le cratère fut ainsi nommé par l'Union astronomique internationale en 1976 en hommage à la famille britannique Brontë. 
Son diamètre est de 68 km. Il se situe dans le quadrangle de Shakespeare (quadrangle H-3) de Mercure.  
Il forme une paire avec le cratère Degas qui lui est en partie superposé. Brontë est le plus ancien et l'impact formé par Degas a chevauché les bords du cratère et provoqué une structure rayonnée. 